# Ajimbelang
Ajimbelang is een bestuurslaag in het regentschap Karo van de provincie Noord-Sumatra, Indonesië. Ajimbelang telt 683 inwoners (volkstelling 2010).